# 查廷華
查崇华（？—？），又名廷华，字九峰，号实庵，安徽人，清朝官員。

## 生平
查廷華於嘉慶十七年（1812年）接替溫溶，於台灣擔任台灣府淡水撫民同知。台灣府淡水撫民同知又稱淡水同知，為台灣清治時期的重要地方官員，官職品等為正五品，專司負責北台灣內政，為駐守於淡水廳的地方父母官。因為當時淡水廳管轄區域約今台灣基隆至新竹，因此實為北台灣的統治者。